# Laemostenus kabylicus
Laemostenus kabylicus is een keversoort uit de familie van de loopkevers (Carabidae). De wetenschappelijke naam van de soort is voor het eerst geldig gepubliceerd in 1958 door Bruneau de Mire.